# Compagnie de travailleurs étrangers
Pour les articles homonymes, voir CTE.

Les Compagnies de travailleurs étrangers (CTE) sont créées en France par le gouvernement Daladier afin d'utiliser la force de travail des étrangers réfugiés, surtout allemands et espagnols, internés en camps à la fin des années 1930. Créés en avril et mai 1939 ils sont remplacés le 27 septembre 1940 par les Groupements de travailleurs étrangers.

## Histoire

### Création
Les Compagnies de travailleurs étrangers sont permises par le décret du 12 avril 1939 par le gouvernement Daladier, dans le cadre des mesures régissant les lois de recrutement et la loi sur l’organisation de la nation en temps de guerre. Si ce premier décret ne permet que le recrutement des étrangers réfugiés présents en France pour des fins militaires sous peine de retrait du statut, les CTE sont à proprement parler créées et définies légalement par un décret du 27 mai 1939. Les compagnies de travailleurs étrangers sont placées sous l'autorité du ministère de la guerre, car il s'agit de formations de l'armée française, non armées, affectées pour effectuer des travaux d'intérêt général ou stratégiques dans les zones frontalières ou dans des camps militaires.

### Organisation
Les travailleurs étrangers peuvent être recrutés sous trois statuts différents : comme travailleurs encadrés - les CTE à proprement parler -, travailleurs rattachés ou en affectation individuelle. Cette dernière affectation vaut pour dérogation et n'est attribuée qu'aux personnalités jugées comme étant loyales envers la France. Les travailleurs jugés indisciplinés ou réfractaires sont envoyés dans des CTE spécialisés au régime sévère ou dans le camp répressif du Vernet. Ils sont 40 000 réfugiés placés à titre individuel en qualité de travailleur rattaché en 1939 et 55 000 à l'être à titre collectif. Le gouvernement privilégiait néanmoins le recrutement à titre collectif qui permettait un contrôle complet de la vie des travailleurs, en une période où tous les étrangers présents sur le territoire français étaient considérés comme des ennemis potentiels.
Chaque CTE est de 250 hommes, soit cinq unités de cinquante personnes. L'alimentation des travailleurs relevait de l'ordinaire militaire. Chaque travailleur était payé cinquante cent par jour, recevait une ration de tabac, du papier à lettre et des timbres pour la France. Une allocation militaire était aussi donnée aux familles. Les différentes CTE étaient sous le commandements des régions qui les affectaient à des travaux de force d'intérêt général, comme les constructions ou réfections de voies, ponts, etc. Par exemple, 2 500 Espagnols sont ainsi rattachés à la réfection du camp de Suippes, 300 autres Espagnols sont affectés au bassin minier de Decazeville.

### Évolution
Les recrutements se faisaient initialement sur le volontariat. Nombre d'étrangers présents en France s'engagèrent ainsi par patriotisme ou solidarité internationale, pour obtenir un travail, quitter les camps d'internement de réfugiés ou encore pour essayer de s'intégrer plus fortement dans la société française. S'il y a 53 CTE en avril 1939, il y en a déjà 220 en 1940. Le recrutement des étrangers ayant été rendu obligatoire lors de la déclaration de guerre, le nombre de CTE a largement augmenté.

### Militarisation
Les CTE sont des compagnies sous organisation militaire relevant du ministère de la guerre. Une partie des travailleurs concerné a pris part à la défense du territoire Français en intégrant soit la Légion étrangère soit les régiments de marche de volontaires étrangers (RMVE). Après l'armistice les premiers ont rejoint l'Afrique du Nord. Les soldats des seconds furent démobilisés. Par ailleurs, même si ces groupes n'étaient pas armés, beaucoup se sont retrouvés sous les feux de la guerre, c'est notamment le cas des CTE de Dunkerque. Ceci explique que beaucoup de travailleurs des CTE aient été faits prisonniers par l'armée allemande et déportés en camps de concentration, d'autant que ces populations réfugiées étaient généralement des opposants aux pouvoirs fascistes en vigueur en Allemagne, en Autriche, en Italie ou en Espagne.

### Conséquences
Les CTE ont permis une organisation plus efficace des réfections et des travaux de force et de construction en France pendant la guerre. Elles ont aussi été un moyen pour l’État de faire des économies considérables. Si elles ont coûté 300 Millions de francs, les économies sont estimées à 350 Millions de francs.

### Dissolution
La loi du 27 septembre 1940, appliquée après l'établissement du régime de Vichy dans le cadre des mesures répressives contre les populations étrangères, a créé les groupements de travailleurs étrangers (GTE) à la place des CTE. Les étrangers y étaient obligés de travailler comme main-d’œuvre dans des travaux de gros œuvre. Un certain nombre des travailleurs étrangers a rejoint la Résistance française.